# Československý Pohár
La Coppa di Cecoslovacchia (in ceco Československý Pohár) era la coppa nazionale calcistica cecoslovacca.
Organizzata dalla Federazione calcistica cecoslovacca (Československý fotbalový svaz), vedeva opporsi i vincitori della Coppa della Repubblica Ceca e della Coppa di Slovacchia. In precedenza si erano già svolti dei tornei simili a livello non ufficiale: la Československý Pohár nel 1951/52 e nel 1952/53, vinte rispettivamente da Kovosmalt Trnava e ATK Praga, e la Spartakíadní Pohár nel 1955 e nel 1959/60 vinte da Slovan Bratislava e RH Brno
Il vincitore della Coppa di Cecoslovacchia si qualificava per la Coppa delle Coppe.
Lo Sparta Praga e il Dukla Praga sono le squadre che vantano il maggior numeri di successi: 8.

## Vittorie per squadra
| Squadra             | Vittorie | Anno                                           |
| ------------------- | -------- | ---------------------------------------------- |
| Dukla Praga         | 8        | 1961, 1965, 1966, 1969, 1981, 1983, 1985, 1990 |
| Sparta Praga        | 8        | 1964, 1972, 1976, 1980, 1984, 1988, 1989, 1992 |
| Slovan Bratislava   | 5        | 1962, 1963, 1968, 1974, 1982                   |
| Spartak Trnava      | 4        | 1967, 1971, 1975, 1986                         |
| Baník Ostrava       | 3        | 1973, 1978, 1991                               |
| Lokomotíva Košice   | 2        | 1977, 1979                                     |
| TJ Gottwaldov       | 1        | 1970                                           |
| DAC Dunajská Streda | 1        | 1987                                           |
| 1. FC Košice        | 1        | 1993                                           |